# Zodiaco sideral
El zodíaco oriental o zodíaco sideral está formado por las doce constelaciones tradicionales de la astrología, pero a diferencia del zodíaco tropical, el sideral considera el desplazamiento lento gradual y continuo de las constelaciones zodiacales vistas desde la tierra.
Para las antiguas civilizaciones que utilizaron la astrología hace más de 3200 años, el inicio de la primavera marcaba el inicio del año, puesto que era el momento en el que la vida volvía a brotar, es por esto que el inicio o punto cero del Zodíaco en la eclíptica lo establecieron usando el punto vernal equinoccial.

Diferencias a la fecha (2011) entre el Zodíaco tropical, círculo interno, el Zodíaco sideral, círculo medio, y el Zodíaco Físico astronómico: La línea amarilla representa al punto vernal en el equinoccio de primavera para el hemisferio norte (Zodíaco sideral: asumiendo un ayanamsa de 23.86° de acuerdo al N. C. Lahiri).

Un equinoccio en astronomía es un momento en el tiempo (no todo el día) cuando el Sol se puede observar directamente sobre el Ecuador (Punto Vernal) y se producen alrededor de 20 de marzo y 23 de septiembre de cada año.
Hay dos equinoccios durante el año: el equinoccio de primavera y el equinoccio de otoño (respecto al hemisferio norte), son dos días en los que la noche y el día tendrán la misma longitud.
A partir del punto Vernal dividieron la eclíptica en segmentos de 30° para delimitar los 12 signos del Zodíaco.
Debido a la precesión de los equinoccios, la diferencia entre el zodíaco sideral y el zodíaco tropical es de alrededor de 24°, tomando en consideración que cada signo tiene una vigencia de aproximadamente 30 días, aproximadamente el 85 % de las personas pertenecen a otro signo en el Zodíaco Sideral (el inmediato anterior).
El primer grado del zodiaco Sideral se mide desde un punto a 180° opuesto a la estrella Spica y en contraposición el primer grado del zodiaco occidental se da cuando el sol alcanza la posición arriba del ecuador, Joanna Martine Woolfolk (1982). «The Only Astrology Book You'll Ever Need.»